# Аббас, Али Махмуд
Али Махмуд Аббас (араб.  علي محمود عباس‎; род. 2 ноября 1964, Эфра, Сирия) — сирийский государственный деятель, военачальник. Министр обороны Сирии с 28 апреля 2022 по 8 декабря 2024 года. Мусульманин-суннит.

## Ранняя жизнь и образование
Аббас родился в 1964 году в деревне Эфра (Сирия), мухафаза Дамаск (мухафаза). В 1983 году поступил в Военную академию Хомса, специализируясь на бронетанковой технике. 7 октября 1985 года окончил учёбу в звании лейтенанта. Впервые получил высшее командное образование в Пакистане в 1997 году. С 2000 по 2001 год учился в Королевском колледже оборонных исследований в Лондоне, в аспирантуре по национальной обороне.
В 2003 году он также прослушал академический международный курс по управлению в кризисных ситуациях в Штабном колледже Королевской армии Швеции в Стокгольме. В 2004 году он прослушал курс по руководству обороной государства в Королевском колледже Бреды, Нидерланды.

## Военная карьера
1 января 2018 года ему было присвоено звание генерал-майора, а 30 апреля 2022 года — звание генерал-лейтенанта. После повышения в звании до генерал-лейтенанта он в течение двух лет командовал бригадой внутренней безопасности. После повышения по службе он на три года возглавил Военную академию. Затем он занимал ряд высоких должностей, последняя из которых — должность заместителя начальника Генерального штаба 18 марта 2021 года.

## Министр обороны
28 апреля 2022 года был издан президентский указ № 115 о назначении генерала Али Махмуда Аббаса министром обороны вместо Али Абдуллы Айюба. Во время удара беспилотника по Хомсу в 2023 году Аббас присутствовал на церемонии вручения дипломов, но покинул мероприятие до нападения. Позже он посетил военный госпиталь Абдул-Кадер Шакфа, куда были доставлены несколько пострадавших.

### Санкции
В июне 2023 года Великобритания ввела санкции против Аббаса за «систематическое применение сексуального и гендерного насилия в отношении гражданских лиц».